# Chrysosphaerales
Ordre
Les Chrysosphaerales sont un ordre d'algues unicellulaires de la classe des Chrysophyceae

## Liste des familles
Selon AlgaeBase (19 février 2022) :
- Chrysosphaeraceae Pascher, 1914
- Chrysostomaceae Chodat, 1922